# Ferdinand von Wrangel

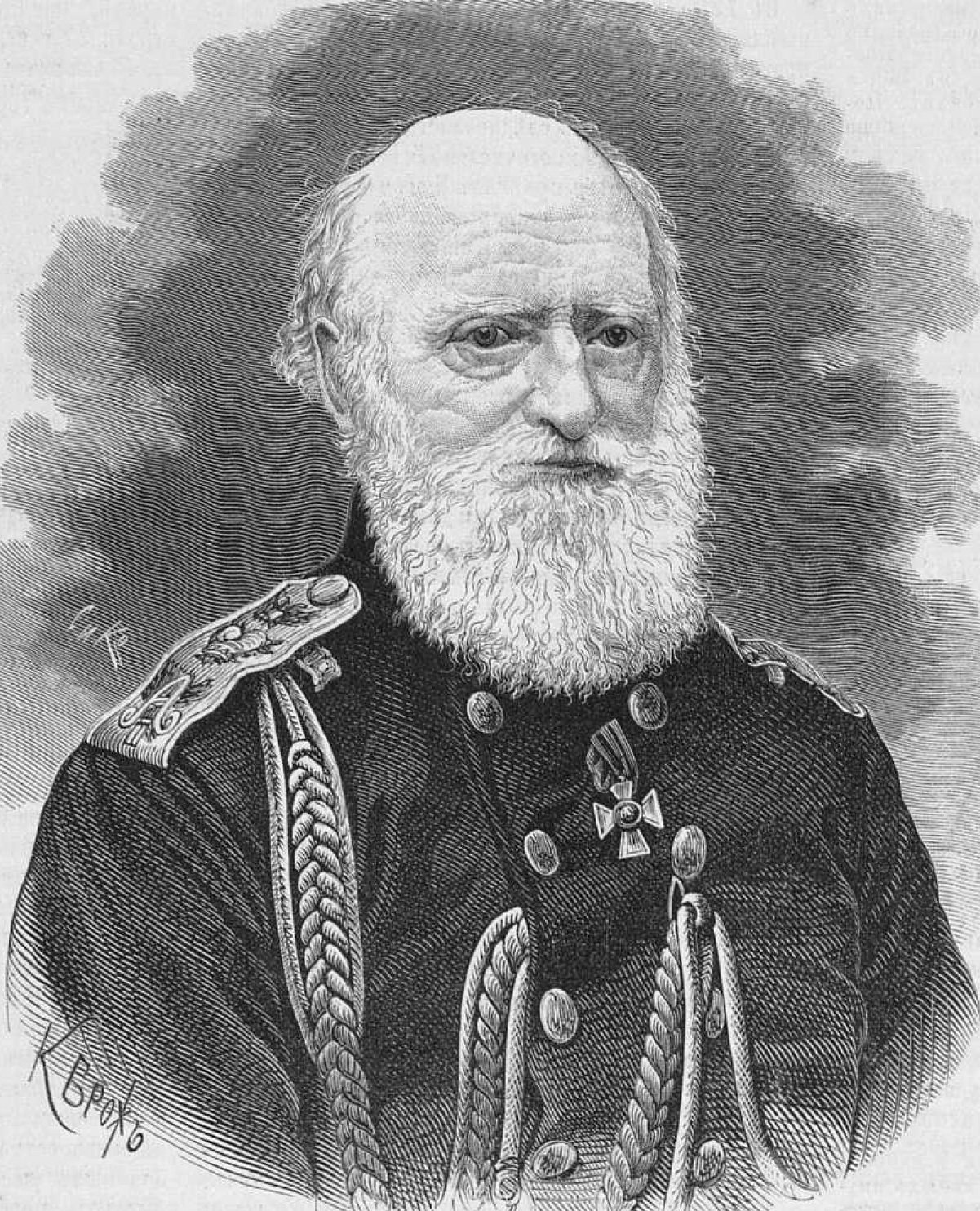
Đô đốc hải quân Ferdinand Wrangel

Nam tước Ferdinand von Wrangel (tiếng Nga: Фердинанд Петрович Врангель (Ferdinand Petrovich Vrangel) hay Фёдор Петрович Врангель (Fyodor Petrovich Vrangel); 29 tháng 12 năm 1796 theo lịch Julius, Pskov, Nga—25 tháng 5 năm 1870, Dorpat (ngày nay là Tartu, Estonia)) là một đô đốc (từ 1856), một nhà thám hiểm người Đức vùng Baltic, viện sĩ danh dự của Viện hàn lâm khoa học Sankt Peterburg Hoàng gia (tức Viện Hàn lâm Khoa học Nga ngày nay) tại Sankt-Peterburg từ năm 1855, một trong những người sáng lập ra Hiệp hội địa lý Nga. Đôi khi, Wrangel được viết thành Vrangel, theo kiểu chuyển tự sang chữ cái La tinh từ tiếng Nga, là kiểu gần đúng hơn theo cách phát âm kiểu Đức, hoặc là thành Wrangell. 

## Cuộc đời
Ferdinand von Wrangel sinh ra trong một gia đình quý tộc người Đức vùng Baltic thuộc dòng họ Wrangel. Ông tốt nghiệp trường Cao đẳng võ bị hải quân Nga năm 1815. Ông tham gia vào chuyến thám hiểm vòng quanh thế giới của Vasily Golovnin trên pháo hạm "Kamchatka" giai đoạn 1817-1819. Wrangel cũng chỉ huy chuyến thám hiểm Kolymskaya để tìm kiếm các vùng đất phương Bắc. Ông cũngxác minh rằng phía bắc của sông Kolyma và mũi Shelagsky là vùng biển cả, chứ không phải vùng đất khô, như người ta từng cho là như vậy vào thời kỳ đó. Cùng với Fyodor Matyushkin và P. Kuzmin, Wrangel đã mô tả đường bờ biển Siberi từ sông Indigirka tới vịnh Kolyuchinskaya trong biển Chukotka (Xem thêm Hành lang Đông Bắc). Đoàn thám hiểm của ông đã thực hiện nghiên cứu có giá trị trong các lĩnh vực băng hà học, địa từ học, khí hậu học và thu thập các dữ liệu về các nguồn tài nguyên thiên nhiên cũng như dân cư bản địa của khu vực hẻo lánh này.
Sau khi để ý tới các bầy chim bay về hướng bắc cùng tham vấn ý kiến của cư dân bản địa, ông đã xác định rằng phải có hòn đảo chưa được phát hiện trong Bắc Băng Dương và khởi động vào năm 1820 một chuyến thám hiểm kéo dài 4 năm để tìm kiếm hòn đảo này. Mặc dù chuyến thám hiểm không thành công nhưng hòn đảo này sau đó đã được đặt tên là đảo Wrangel để ghi danh ông và những cố gắng của ông.
Wrangel chỉ huy đoàn thám hiểm Nga vòng quanh thế giới giai đoạn 1824-1827 trên tàu "Krotky" khi là đại úy hải quân. Ông là người quản lý chính các khu định cư của người Nga tại Bắc Mỹ từ năm 1829 tới năm 1835 khi là đại tá hải quân. Năm 1830, ông đến Alaska. Trong thời gian đảm nhận chức vụ này, cá nhân ông khảo sát toàn bộ vùng bờ biển phía tây bắc Mỹ, từ eo biển Bering tới California và lập nên đài quan sát từ-khí tượng tại Sitka. Năm 1836, ông được phong là chuẩn đô đốc (thiếu tướng hải quân). Ngày 29 tháng 11 năm 1837 ông được tặng thưởng huân chương Georgy Thần thánh bậc 4 (số 5527 trong danh sách những người được tặng thưởng huân chương Georgy Thần tthánh).
Wrangel là chủ tịch công ty Rossisko-Americanskaya (công ty Nga-Mỹ) giai đoạn 1840-1847. Năm 1842, ông được trao giải thưởng Demidov vì các thành tựu trong lĩnh vực địa lý. Từ năm 1847 tới năm 1849 là Cục trưởng Cục gỗ đóng tàu thủy của Bộ Hải quân Nga. Năm 1849 nghỉ hưu với quân hàm phó đô đốc hải quân (trung tướng hải quân). Khi nghỉ hưu, ông tích cực hợp tác với Viện hàn lâm khoa học Sankt Peterburg và Hiệp hội Địa lý Nga.
Khi chiến tranh Crimea nổ ra, ông trở lại phục vụ trong quân đội và năm 1854 được chỉ định làm Cục trưởng Cục địa lý. Ông là Bộ trưởng Hải quân của đế quốc Nga giai đoạn 1855-1857. Từ năm 1857 là đô đốc, tổng tùy tùng hộ giá Sa hoàng Nga, thành viên hội đồng Nhà nước. Năm 1864, ông nghỉ hưu. Ông là người chống lại việc bán Alaska cho Hoa Kỳ năm 1867. Wrangel viết "Путешествие по северным берегам Сибири и по Ледовитому океану, совершенные в 1820, 21, 22, 23 и 24 годах" ("Hành trình dọc theo bờ biển phía bắc Siberi và Bắc Băng Dương, thực hiện các năm 1820, 21, 22, 23 và 24") năm 1841 và một số sách khác về người dân ở vùng tây bắc Bắc Mỹ.
Ông sống những năm cuối đời tại Roela (tiếng Đức: Ruil) ở khu vực miền đông Estonia ngày nay. Ông mua thái ấp này năm 1840.

## Các địa điểm đặt tên theo Wrangel
- Đảo Wrangel, một đảo vùng Bắc cực ở phía bắc bán đảo Chukotka dù ông không thể phát hiện ra nó.
- Đảo Wrangell, một đảo trong Thái Bình Dương thuộc quần đảo Alexander, ngoài khơi Alaska.
  - Wrangell, Alaska, một thị trấn trên đảo Wrangell, đồng thời là một trong những khu định cư cổ nhất của dân cư không bản địa tại Alaska
  - Sân bay Wrangell, một sân bay gần Wrangell, Alaska
  - Vùng điều tra dân số Wrangell-Petersburg, một vùng điều tra dân số chứa cả đảo Wrangell của Hoa Kỳ.
- Wrangell Narrows, một luồng lạch uốn lượn trong quần đảo Alexander.
- Mũi Wrangell của đảo Attu, điểm cực tây của Alaska (và của Hoa Kỳ).
- Đỉnh Wrangell, một núi lửa tại Alaska
  - Bãi núi lửa Wrangell, được đặt tên theo đỉnh Wrangell
  - Dãy núi Wrangell, được đặt tên theo đỉnh Wrangell
  - Vườn quốc gia và Khu bảo tồn Wrangell-St. Elias, đặt tên theo dãy núi Wrangell.
- Wrangellia, một địa thể địa chất của miền đông nam Alaska

## Tác phẩm
- "Днев. записки о плавании военного транспорта "Кроткого" в 1825-27 гг." (Nhật ký ghi chép về cuộc du hành của tàu quân sự "Krotky" những năm 1825-27).
- "Очерк пути из Ситки в С.-Петербург" (Bút ký dọc đường từ Sitka tới S. Peterburg")
- "Историческое обозрение путешествий по Ледовитому океану" (Tổng quan lịch sử về các hành trình trên Bắc Băng Dương), viết năm 1836.
- "Путешествие по северным берегам Сибири и по Ледовитому океану, совершенные в 1820, 21, 22, 23 и 24 годах" (Hành trình dọc theo bờ biển phía bắc Siberi và Bắc Băng Dương, thực hiện các năm 1820, 21, 22, 23 và 24), năm 1841.